# Yasin Meskin
Yasin Meskin –en árabe, ياسين مسكين– (nacido el 18 de mayo de 1983) es un deportista argelino que compitió en judo. Ganó una medalla de bronce en los Juegos Panafricanos de 2011 en la categoría de –100 kg.

## Palmarés internacional
| Juegos Panafricanos | Juegos Panafricanos | Juegos Panafricanos | Juegos Panafricanos |
| Año                 | Lugar               | Medalla             | Categoría           |
| ------------------- | ------------------- | ------------------- | ------------------- |
| 2011                | Maputo (Mozambique) | Medalla de bronce   | –100 kg             |